# اسپان‌بروک
اسپان‌بروک (به هلندی: Spanbroek) یک منطقهٔ مسکونی در هلند است که در اپ‌میر واقع شده‌است. اسپان‌بروک ۴٬۰۰۰ نفر جمعیت دارد.